# 베이트 (2000년 영화)
베이트(Bait)는 미국에서 제작된 안톤 후쿠아 감독의 2000년 액션, 코미디, 범죄, 스릴러 영화이다. 제이미 폭스 등이 주연으로 출연하였고 숀 라이어슨 등이 제작에 참여하였다.

## 출연

### 주연
- 제이미 폭스
- 데이빗 모스

### 조연
- 더그 허치슨
- 로버트 패스토렐리
- 킴벌리 엘리스
- 데이빗 페이머
- 마이크 엡스
- 제이미 케네디
- 네스터 세라노
- 커크 에이스베도
- 제프리 도노반
- 메건 도즈
- 티아 텍사다

## 제작진
- 제작부: 조셉 보시아
- 미술: 피터 제이미슨
- 의상: 델핀 화이트
- 배역: 수잔 포레스트
- 배역: 로니 에스켈